# Trichaeta detracta
Trichaeta detracta là một loài bướm đêm thuộc phân họ Arctiinae, họ Erebidae.